# Akira Ōta
Akira Ōta (太田章?, Ōta Akira; 8 aprile 1957) è un ex lottatore giapponese, specializzato nella lotta libera.

## Palmarès

### Olimpiadi
- 2 medaglie:
  - 2 argenti (Los Angeles 1984 nei pesi medio-massimi; Seul 1988 nei pesi medio-massimi)